# Dom Katedralny na Wawelu
Dom Katedralny, zwany także Domem Rorantystów i Mansjonarzy – budynek nr 2 na wzgórzu wawelskim w Krakowie, przylegający od północy do murów fortyfikacyjnych. Wznosi się między budynkiem dawnego Seminarium Duchownego, a bramą Wazów.

## Historia
Obiekt składa się z dwóch budynków: kamienicy królewskiej (budynek wschodni) oraz domu mansjonarzy (budynek zachodni). Kamienica królewska ufundowana została przez Kazimierza III Wielkiego. W 1381 r. urządzono tu spichlerz (zwany również sepem). Część domu została przeznaczona na mieszkanie dla Rorantystów w 1. połowie XVI wieku. Budynek zachodni powstał na przełomie XIV i XV wieku. W 1724 r. odnowiono go sumptem bpa Konstantego Felicjana Szaniawskiego, według planów Kacpra Bażanki, przeznaczając na siedzibę kolegium mansjonarzy katedralnych, które założył w latach 1381–1382 bp Zawisza Kurozwęcki (odprawiali liturgię w kaplicy Mariackiej). Budynki połączył i odrestaurował w latach 1904–1905 według planów Sławomira Odrzywolskiego Zygmunt Hendel. Obecnie dwie kondygnacje budynku zajmuje Muzeum Katedralne im. Jana Pawła II, a w pozostałej części znajdują się mieszkania księży rezydentów i pracowników Katedry.

## Architektura
Trzyczęściowy budynek wykonany jest z czerwonej cegły oraz w niewielkich fragmentach z ciosów wapiennych w stylu gotyckim. Ma on 5 kondygnacji. Przed nim otoczony murem w latach 1904–1905 taras. Mur uzupełniono fragmentami XV i XVI-wiecznych detali architektonicznch pochodzących z katedry.